# Liste der Einträge im National Register of Historic Places im Crowley County

Lage des Crowley County in Colorado

Die Liste der Einträge im National Register of Historic Places im Crowley County in Colorado führt die Bauwerke und historischen Stätten im Crowley County auf, die in das National Register of Historic Places aufgenommen wurden.
Legende
| NRHP | Historic Place             |
| HD   | Historic District          |
| NHL  | National Historic Landmark |

| [ 2 ] | Name             | Bild           | Eintragsdatum                 | Lage                                           | Ort       | Beschreibung                          |
| ----- | ---------------- | -------------- | ----------------------------- | ---------------------------------------------- | --------- | ------------------------------------- |
| 1     | Crowley School   | weitere Bilder | 28. Juli 1999 ID-Nr. 99000897 | 301 Main St. 38° 11′ 40,8″ N, 103° 51′ 12,1″ W | Crowley   | heute Crowley County Heritage Center. |
| 2     | Manzanola Bridge |                | 1994 ID-Nr. 85001400          | Hwy. 207 38° 7′ 38,2″ N, 103° 51′ 43,2″ W      | Manzanola | Arkansas-River-Brücke                 |